# Acín
Acín es una localidad despoblada española, perteneciente al municipio de Jaca, en la provincia de Huesca. Se encuentra en el valle de la Garcipollera, en la comarca aragonesa de la Jacetania. 
Carece de población, tras haber sido expropiados su término y viviendas en los años 1960 con motivo de las obras del embalse de Yesa, con la idea de que fuesen replantadas de pinos para evitar que el arrastre de sedimentos por las lluvias acelerase la colmatación del embalse recién construido.

## Geografía
Los restos de Acín, hoy en completa ruina e invadidos por la vegetación, se encuentran en el valle del río Ijuez, afluente del río Aragón, en la Garcipollera, a escasa distancia del cauce de dicho río. 
La única edificación remanente son las ruinas de la Iglesia románica de San Juan Bautista. Sobre la margen del río, se encuentra un área recreativa comunitaria.

## Toponimia
El nombre de Garcipollera proviene de haber sido conocido como vallis Cepollaria en la época romana, que en castellano se traduciría como valle cebollero.

## Urbanismo
La población se divide en dos barrios separados por el rio Ijuez, teniendo el barrio bajo, también conocido como "o barrión pequeño", las casas d'a Inés, Miguela y Francho, mientras que en el barrio alto las viviendas se distribuían en dos calles llamadas "de la Iglesia" y "de la Fuente".

## Historia
En el 1359 Jimeno de Acín aparece citado como su señor y posteriormente aparece mencionado en 1374 como Açin de la Rosa.
Fue cabecera de un pequeño municipio junto con Villanovilla y Larrosa hasta que en 1961, de acuerdo con los términos del Decreto 2543/61, de 7 de diciembre, publicado en el Boletín Oficial del Estado número 303, de 20 de diciembre, Acín quedó oficialmente incorporado al término municipal de Jaca.

## Demografía
En el fogaje de 1495 de Fernando II se le adjudicaron cuatro fuegos mientras que Madoz en el 1845 menciona nueve casas habitadas.
| Gráfica de evolución demográfica de Acín entre 1842 y 1960 |
| |
| Población de derecho según los censos de población del INE Población de hecho según los censos de población del INEEntre el censo de 1857 y el anterior, este municipio desaparece porque se integra en el municipio Villanovilla Entre el censo de 1877 y el anterior, aparece este municipio porque cambia de nombre y desaparece el municipio Villanovilla Entre el censo de 1970 y el anterior, este municipio desaparece porque se integra en el municipio Jaca |

### Localidad
Datos demográficos de la localidad de Acín desde 1900:
| 140             | 133 | 131 | 138 | 120 | 95 | 30 | -- |
| (Fuente: IAEST) |     |     |     |     |    |    |    |

- No figura en el Nomenclátor desde el año 1970.
- Datos referidos a la población de derecho.

### Antiguo municipio
Datos demográficos del municipio de Acín entre 1842:
| 74            | -- | -- | 319 | 312 | 349 | 352 | 331 | 304 | 275 | 249 | 200 | 69 | -- |
| (Fuente: INE) |    |    |     |     |     |     |     |     |     |     |     |    |    |

- Entre el censo de 1857 y el anterior, este municipio desaparece porque se integra en el municipio de Villanovilla.
- Entre el censo de 1877 y el anterior, aparece este municipio porque cambia de nombre y desaparece el municipio de Villanovilla.
- Entre el censo de 1970 y el anterior, este municipio desaparece porque se integra en el municipio de Jaca.
- Datos referidos a la población de derecho, excepto en los censos de 1857 y 1860 que se refieren a la población de hecho.

## Patrimonio
- Templo de San Juan Bautista, única edificación remanente y actualmente en ruinas, fue propiedad del Monasterio de San Juan de la Peña hasta el siglo XVI cuando pasó a la diócesis de Jaca. Fue la parroquia de la localidad. De sencilla construcción, consta de una nave rectangular rematada en un ábside semicircular en la zona del altar. En el siglo XVII se reformó la iglesia y se adosó una nueva nave al muro sur de la ya existente. Dentro de su simpleza constructiva, se destacan dos elementos: la torre de planta cuadrada que servía de campanario y que hoy marca la ubicación de Acin entre la maleza y el ábside original, construido en el siglo XIII.
- Ermita de San Esteban, hoy desaparecida y ya en ruinas en el 1845. Se ubicaba en el barrio bajo y fue arrasada junto con el resto de casas colindantes.

## Cultura
En la población la fiesta más importante del ciclo anual era la romería a la ermita de la Virgen de Iguacel, que se celebraba el dos de Julio y a la que se unían varias poblaciones de la zona.